# Iglesia de Nuestra Señora del Rosario (Jabuguillo)
La Iglesia de Nuestra Señora del Rosario es un templo católico situado en la aldea de Jabuguillo.

## Características
Las formas del edificio responden a la segunda mitad del siglo XVIII. Fue edificada sobre un podio que salva el desnivel de la calle. Poseía originalmente una única nave con arcos transversales, a la que se añadió en 1965 una nave lateral. La portada es neoclásica y presenta sobre su arco apuntado un azulejo de la Virgen del Rosario.
En su patrimonio cabe destacar un Niño Jesús de plomo policromado, de escuela sevillana del siglo XVII, y una pila de agua bendita labrada en mármol en el siglo XVIII. Preside el altar mayor la Virgen del Rosario, patrona de Jabuguillo.